# Jan Gijzels
Johan Antoine Adrien (Jan) Gijzels (Sittard, 3 april 1907 – 13 juni 1983) was een Nederlands burgemeester.
Hij werd geboren als zoon van Adrianus Hendrikus Gijzels (1871-1926), destijds de burgemeester van Sittard, en Francisca Joanna Josephina Maria Hermans (1883-1966). Hij was adjunct-commies bij de gemeentesecretarie van Sittard voor hij in 1936 benoemd werd tot burgemeester van Wijlre. In 1942 werd hij ontslagen en kreeg Wijlre een NSB-burgemeester. Na de bevrijding keerde hij daar terug als burgemeester en in 1954 volgde zijn benoeming tot burgemeester van Susteren. In mei 1972 ging Gijzels met pensioen en midden 1983 overleed hij op 76-jarige leeftijd. Zijn broer Frans is staatssecretaris en burgemeester geweest.